# Независимый депутат
Независимый депутат — человек, избранный для участия в работе представительного органа и не вошедший в состав зарегистрированных в его составе депутатских объединений. В практике, независимым депутатом может стать человек, избранный в одномандатном или многомандатном избирательном округе, либо прошедший в парламент по списку избирательного объединения, но не зарегистрировавшийся в составе образованной им фракции. Депутат также может стать независимым в результате выхода в период полномочий представительного органа из состава депутатского объединения.
Как правило, роль независимых депутатов в работе парламента невелика — их голос не представлен в руководящих органах парламента, они не имеют возможности войти в состав наиболее важных рабочих органов (которые формируются по квотам депутатских объединений). Часто независимые депутаты ограничены в возможности участвовать в пленарных парламентских дискуссиях.

## В парламенте России
Независимые депутаты были представлены в Государственной Думе I, II, III и IV созывов. Не входящие в состав фракций депутаты теоретически могут объединяться в депутатские группы. Однако в реальности в 2007—2016 гг. работа вне фракции в соответствии с действовавшим законодательством была невозможна — по одномандатным округам депутаты не избирались, а в случае выхода из состава депутатского объединения парламентарий может быть исключен из числа депутатов решением фракции, которую он покинул (т. н. «императивный мандат»).
В 2016 г., после возвращения выборов по одномандатным округам, в парламенте вновь появились независимые (официально — депутаты, не входящие во фракции).
- Журавлев, Алексей Александрович
- Шайхутдинов, Рифат Габдулхакович

В Совете Федерации формирование групп не предусмотрено, все члены палаты считаются независимыми.

## В Верховной Раде Украины
Как правило, в Верховной Раде несколько десятков человек внефракционных, однако к началу заседаний нового созыва некоторые депутаты числятся внефракционными из-за того, что не смогли зарегистрироваться во фракции.

## ВКонгрессе США
По состоянию на 2011 год последний независимый член Палаты представителей — представитель Вермонта социалист Берни Сандерс, полномочия которого истекли в 2007 году. В Сенате США в настоящее время работают двое независимых сенаторов — тот же Берни Сандерс (от Вермонта) и Агнус Кинг (от Мэна).